# Moržovec (otok)
Moržovec (rus. Остров Моржовец) je otok u Mezenskom zaljevu u Bijelom moru, 23.5 km of ruskog kopna.

## Zemljopisni podaci
Moržovecs leži samo nekoliko kilometara iznad Arktičkog kruga. Ovaj otok ima površinu od 110 km2. Područje na kojem se nalazi ovaj otok pripada Arhangelskoj oblasti Ruske Federacije. Administrativno je dio Mezenskog rajona.
Otok je ravan i travnat (prekriven tundrom) i ima mnogo jezera. Najveće je jezero Moržovec. Na Morzhovetsu postoji naselje Severny Gorodok, koje služi svjetioniku i meteorološkoj stanici. U naselju živi 12 stanovnika.

## Povijest
Povijesno gledano, Pomori koji su naseljavali obalu Mezenskog zaljeva, lovili su ribu uz obalu. Nagla promjena vremena mogla bi ih otpuhati na pučinu, što je značilo sigurnu smrt. U ovom slučaju, otok Moržovec bio je posljednje kopno prije pučine, te se stoga smatrao posljednjim utočištem. Konkretno, otac ruskog polihistora Mihaila Lomonosova, Vasilij Lomonosov, umro je u moru, a njegovo tijelo pronađeno je na otoku. Pomorski ribari su na otoku bili sagradili kapelicu koja danas više ne postoji.

## Vanjske poveznice
|  | Zajednički poslužitelj ima još gradiva o temi Moržovec (otok) |